# Plutos hjärtevän
Plutos hjärtevän (även Pluto och rivalen) (engelska: Pluto's Heart Throb) är en amerikansk animerad kortfilm med Pluto från 1950.

## Handling
Pluto har blivit förälskad i hundflickan Dinah, något som även bulldoggen Butch blivit. Hon är dock inte förtjust i någon av dem, fram till att Pluto ger henne ett ben, och trots detta ger inte Butch upp.

## Om filmen
Filmen hade svensk premiär den 3 juni 1952 och visades på biografen Spegeln i Stockholm.

## Rollista
- Pinto Colvig – Pluto
- Ruth Clifford – Dinah[6]